# Jeanne Rademackers
Anne Jeannette Louise Rademackers dite Jeanne Rademackers, née en 1862 à Maaseick et morte en 1938 à Jupille, est une pharmacienne et féministe belge. Elle est la première femme à décrocher un diplôme de l’Enseignement supérieur au terme d’une formation en pharmacie menée au milieu de condisciples exclusivement masculins à l’Université de Liège en 1885.

## Biographie

### Origine
Jeanne Rademackers est la fille du pharmacien de Maaseik, Joseph Louis Henri. Son frère, promis à reprendre l’entreprise familiale, décède accidentellement à la fin de l'année 1880, emporté par les crues de la Meuse. C'est sans doute dans le but de pouvoir succéder à son père qu'elle s'inscrit à l’Université de Liège en pharmacie, le 15 octobre 1881. Pendant ses études, elle réside chez l’avocat Théotime Martial, ami de son père. Elle réussit ses études avec la plus grande distinction en 1885, deux ans avant Louise Popelin à l’ULB.
Elle épouse Théotime Martial, juge de paix à Fexhe-Slins puis à Seraing, après le décès de l'épouse de ce dernier en 1891. Ils auront une fille, Apolina, le 12 octobre 1898.

### Contexte de l'époque
Au XIXe siècle, tant l’enseignement supérieur que l’exercice des professions médicales sont d’affaires exclusivement masculines. Donc, aucune possibilité pour une femme de prétendre au métier de pharmacien, pourtant non-universitaire aux prémisses du siècle. Il faut attendre 1849 pour que le diplôme universitaire de cette profession soit créé et rendu obligatoire en Belgique. Seulement, il n’est à aucun moment question d’en ouvrir l’accès aux femmes. Il en va de même pour beaucoup d’autres professions.
En cause, le recul des mentalités en matière du droit des femmes. En conséquence naissent les premières manifestations féministes où « s’expriment d’emblée des revendications en matière d’éducation et d’accès au travail ». De laborieux combats furent menés qui, à terme, ont mené en 1880 à l’ouverture de l’université aux femmes. À noter que même s'il s'agit d'une première en Belgique, le pays est bien en retard par rapport au monde. Depuis 1849, une université de New-York a d'ores et déjà décerné un diplôme de docteur en médecine à une femme,.

### Etude de pharmacie
Jeanne Rademackers, féministe engagée, est la première étudiante inscrite en pharmacie à l’Université de Liège en 1881. L’admission des femmes dans l’exercice des professions médicales est une question controversée à l’époque, qui suscite de nombreux débats. L’idée qui les a soutenues est celle selon laquelle les femmes préféreraient consulter une personne de même sexe en cas de problème médical.
Pour clore le débat, la Chambre des Représentants a interrogé les différentes universités aux fins de connaître leur avis sur la question. Le professeur Jean-Louis Trasenster, recteur de l’ULg, est convaincu que les filles disposent des mêmes qualités intellectuelles que les hommes. Elles méritent  donc tout autant leur place sur les bancs de l'université et ce, sans restriction. Cette entrée des femmes au sein de l’université est couronnée de succès car celles-ci décrochent très rapidement les meilleures notes.
Jeanne Rademackers a son entrée académique en 1882. En 1883, elle présente son premier examen, qu’elle réussit avec une grande distinction. Elle sera diplômée le 19 juillet 1885.

### Vie professionnelle
Une fois diplômée, il reste l’épreuve de l’insertion dans le monde du travail qui n’est pas chose facile dans un pays où l'opinion publique est très hostile aux revendications féminines. Pour Jeanne Rademackers, une place lui était directement décernée au sein de l’activité familiale. Elle n’y travaillera cependant que quelques années, plus précisément jusqu’à son mariage avec Théotime Martial (1841-1908), en raison d’une coutume de l’époque qui exigeait que les femmes de fonctionnaire n'exercent pas de profession. Cela signa son arrêt dans la profession. Quant à son combat en tant que féministe, Jeanne Rademackers n’entra dans aucune association pour contribuer à la lutte féministe qui progressait de plus en plus. Mais comme l’exprime Marie-Élisabeth Henneau: « Elle fut la première diplômée de l’ULg, le 19 juillet 1885, démontrant ainsi aux yeux de tous que les femmes étaient capables de mener des études à bien ».
Son combat sera poursuivi par Louise Popelin qui sera également diplômée en pharmacie à l’Université libre de Bruxelles.

## Postérité et hommages

### Hommages aux femmes de Wallonie
Fin 2009, à Liège, une exposition a présenté des personnalités féminines et leur laborieux travail pour accéder à l’enseignement universitaire et à la profession. Elle a eu pour but de mettre en valeur plusieurs figures liégeoises qui sont intervenues dans la quête d’émancipation féminine. Sont apparues des figures telles que Jeanne Rademackers, première étudiante inscrite à l’ULg en 1881 mais bien d'autres ont eu cette chance d'être mises à l'honneur et de sortir de l'inconnu.

### Esplanade à Liège
Dans une volonté de féminisation de la voirie à Liège, l’esplanade Jeanne Rademackers, située sur le site du Val Benoît, rendra hommage à la première femme à décrocher un diplôme de l’Enseignement supérieur au terme d’une formation en pharmacie menée au milieu de condisciples exclusivement masculins à l’Université de Liège.